# TR-stål

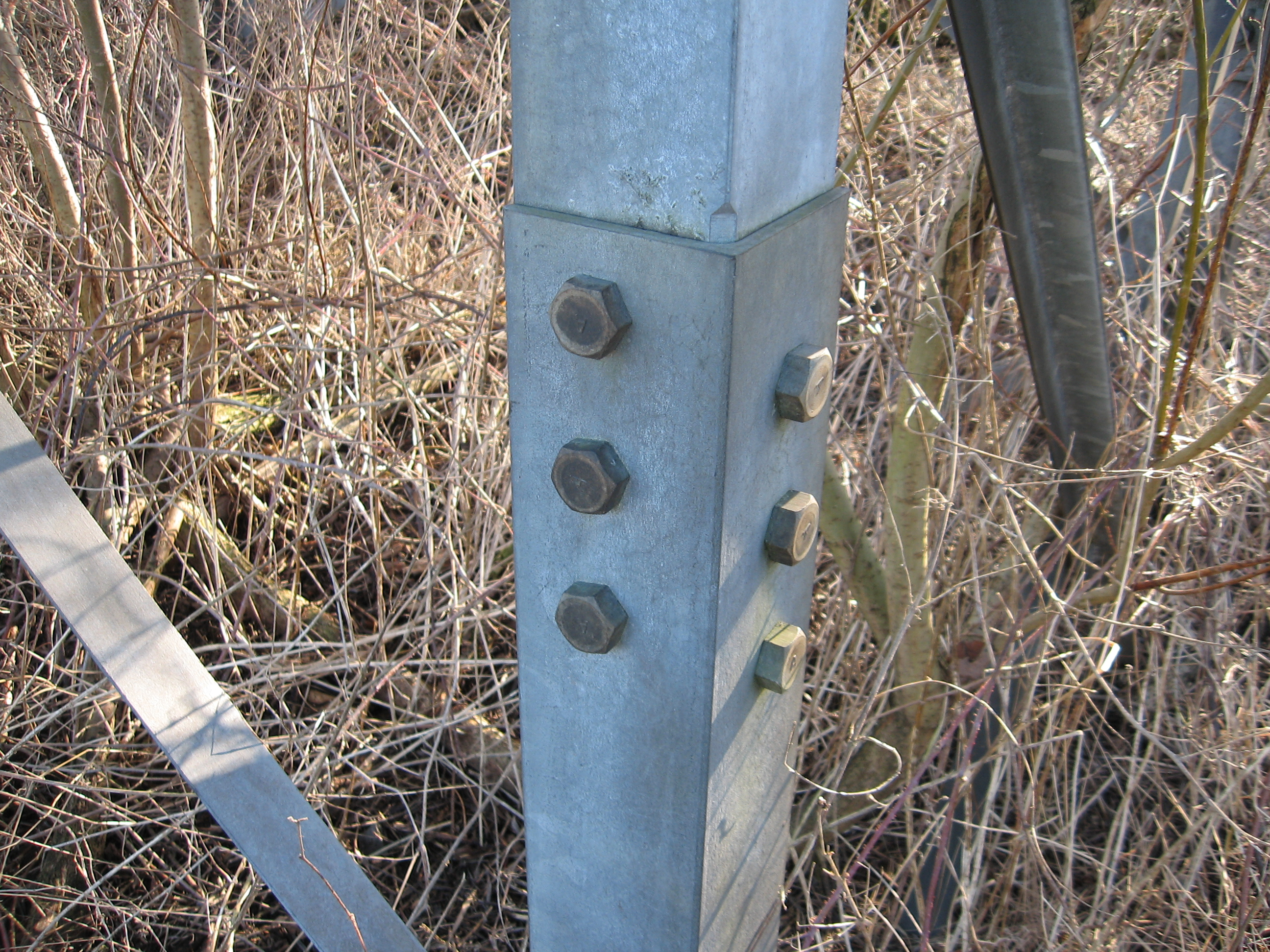
Skruvförband

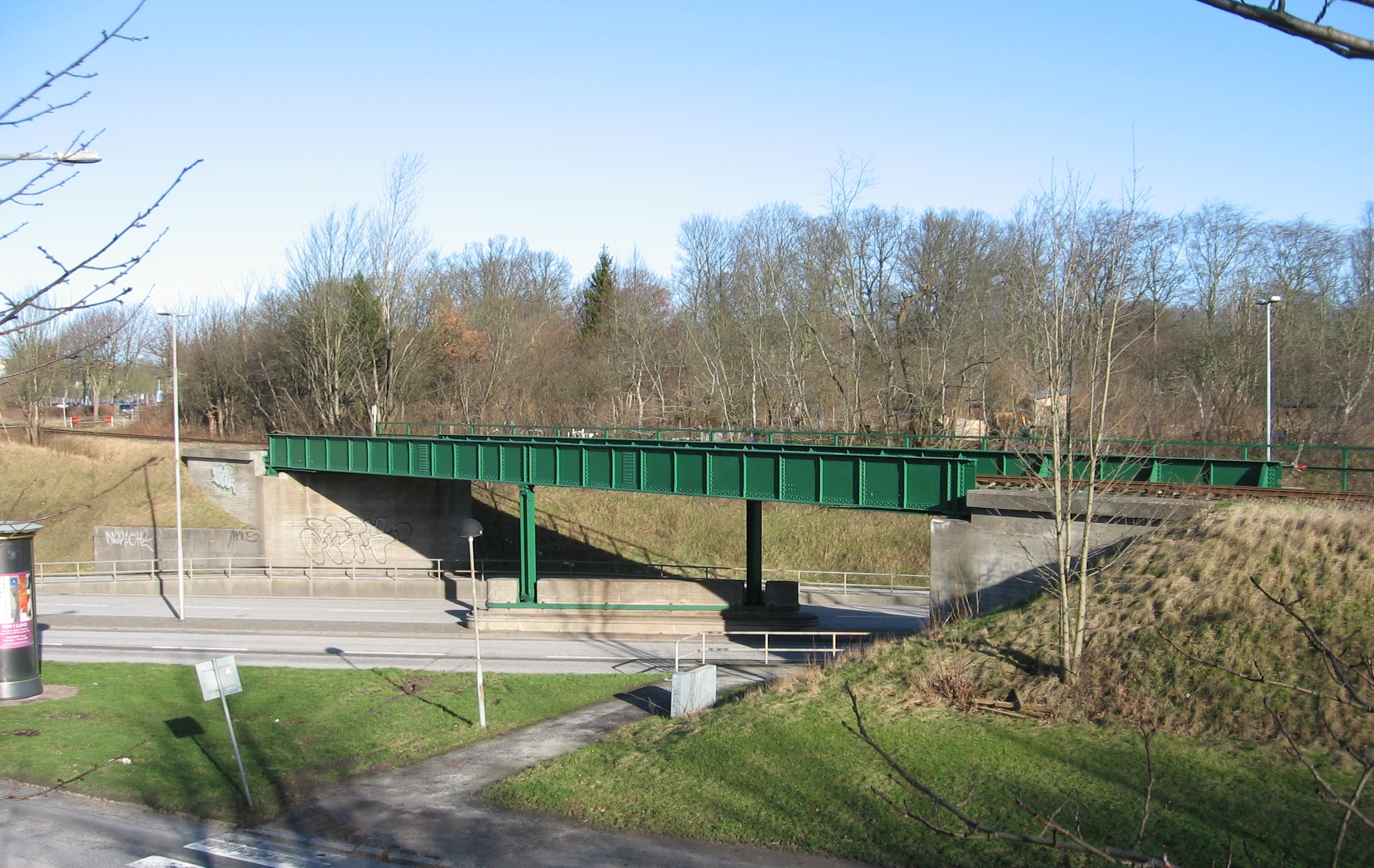
Stålbro

TR-stål (Tekniska Regler stålkonstruktion) är en personcertifiering mot kompetenskrav enligt PBL, EKS, EN 1090-2, AMA Anläggning, AMA Hus, VVAMA och SBS Certifieringsregler D för personer som svarar för planering, ledning, kontroll och tillsyn av arbete med stålbyggnadskonstruktioner. Kursverksamhet och kompetensprövning står SBS-MVR-StBK Kommitté TR-stål för.
Det finns tre kompetensnivåer:
- TR-stål/E för stålkonstruktioner av enkel art, det vill säga montage av enkla prefabricerade stålkonstruktioner, normalt utan svetsning och på platsen-målning, så som vissa hallbyggnader, lantbruksbyggnader, vägportaler, belysningsmaster och bullerskärmar.
- TR-stål/N för stålkonstruktioner av normal art, så som stålstommar i vanliga husbyggnader. Det vill säga stålkonstruktioner som normalt hänförs till utförandeklasser upp till och med EXC2 och driftklass SC1 enligt SS-EN 1090-2 (tidigare utförandeklass GC enligt BSK).
- TR-stål/K för stålkonstruktioner av komplicerad art, så som stålbroar, traverskranbanor, stålstommar med traverslast, stålskorstenar, master, vindkraftverk och övriga konstruktioner utsatta för utmattningslast, konstruktioner med särskild risk för sprödbrott eller med högt ställda krav på rostskydd. Alltså konstruktioner som normalt hänförs till utförandeklasser upp till och med EXC4 och driftklasser upp till och med SC2 enligt SS-EN 1090-2 (tidigare utförandeklass GA eller GB enligt BSK).

TR-Stål anges i AMA som exempel på lämplig kompetens hos arbetsledning för tillverkning och montering av stålkonstruktioner. I Boverket informerar 2010:6 - om förslag på åtgärder vid underdimensionering av takkonstruktionen i hallbyggnad, anges TR-Stål som exempel på lämplig sakkunskap hos sakkunnig person för syn av en stålkonstruktion.
Utbildningar bedrivs t.ex. av STBK och Svetsakademin i Sverige AB.